# Mencía de Ayala y Sarmiento
Mencía de Ayala y Sarmiento (m. ca. 1515) fue una dama de la nobleza castellana, que ostentó el señorío de Coca y de Alaejos por su matrimonio con Antonio de Fonseca.

## Orígenes familiares
Fue hija de Garci López de Ayala Herrera, señor de Ayala (Álava) y Ampudia (Palencia), mariscal de Castilla y merino mayor de Guipúzcoa, y de María Sarmiento Manuel, que fue hija a su vez de García Sarmiento, señor de Salvatierra de Miño y Sobroso, y de María Manuel.Tuvo cuatro hermanos: Fernando, García, Miguel y el líder de la Casa de Ayala a la muerte de su padre, Pedro López de Ayala y Sarmiento,  primer conde de Salvatierra de Álava, sucesor en los oficios regios que ostentó su padre, llamado “el Comunero”. Además, tuvo otras dos hermanas: Ginesa de Ayala y María de Ayala. Por parte de padre todos ellos descendían del canciller Pedro López de Ayala, primer señor de Salvatierra y famoso cronista y poeta castellano de los siglos XIV y XV. 

Mencía de Ayala contrajo matrimonio a finales del siglo XV con Antonio de Fonseca, señor de Coca y de Alaejos, y contador mayor de la reina. En septiembre del año 1509, estando sana, otorgó su testamento, que es fiel reflejo del importante mecenazgo protagonizado por las damas de la época: dotación a favor de criados y familiares menos afortunados, así como a múltiples instituciones, incluidas las mandas pías acostumbradas para la redención de cautivos: Merced y Trinidad. El principal beneficiario fue el monasterio de San Juan de Quejana, en el que además se ordenó enterrar, como habían hecho otros miembros de su familia. Su interés en dicha institución fue tal que designó al monasterio de Quejana como universal heredero de sus bienes en caso de que sus hijos muriesen antes de llegar a la mayoría de edad:
si lo que Dios non quiera alguno de ellos fallesçiere antes que llegue a hedad legítima de testar, mando que en este caso se buelvan al dicho Antonio de Fonseca, mi señor, que goze d’ellos y los tenga todos los días de su vida, y después de sus días, en este caso, mando que los aya y herede el dicho monasterio de Quexana.
Se desconoce la fecha exacta de su muerte, pero podemos suponer que tuvo lugar en torno al año 1515, cuando su marido emprendió las medidas necesarias para garantizar el cumplimiento de las mandas ordenadas por su esposa. Concedió al monasterio de Quejana una renta anual de 21.000 maravedís sobre la villa de Castro Urdiales para cubrir las necesidades derivadas de la capellanía instaurada por doña Mencía.

## Descendencia
Fruto de su matrimonio con Antonio de Fonseca, señor de Coca y de Alaejos, y contador mayor de la reina, nacieron.
- Hernando de Fonseca, el primogénito.
- Juan de Fonseca, quien heredó los bienes paternos. Casó, en primeras nupcias, con Mencía de Velasco; y, en segundas, con Aldonza de Toledo